# ساوت بی (فلوریدا)
ساوت بی (به انگلیسی: South Bay) شهری در شهرستان پام بیچ ایالت فلوریدا است که در سال ۱۹۴۱ بنیان‌گذاری شده‌است. این شهر طبق سرشماری سال ۲۰۱۰ میلادی، ۴٬۸۷۶ نفر جمعیت داشته و مساحت آن نیز ۹٫۶ کیلومتر مربع است.